# Classica di San Sebastián 1994
La Classica di San Sebastián 1994, quattordicesima edizione della corsa e valevole come sesta prova della Coppa del mondo 1994, si svolse il 6 agosto 1994, per un percorso totale di 238 km. Fu vinta dal francese Armand de Las Cuevas, al traguardo con il tempo di 5h24'44" alla media di 43,975 km/h.
Partenza a San Sebastián con 181 ciclisti di cui 123 portarono a termine il percorso.

## Ordine d'arrivo (Top 10)
| Pos. | Corridore            | Squadra     | Tempo    |
| ---- | -------------------- | ----------- | -------- |
| 1    | Armand de Las Cuevas | Castorama   | 5h24'44" |
| 2    | Lance Armstrong      | Motorola    | a 1'56"  |
| 3    | Stefano Della Santa  | Mapei-CLAS  | a 1'57"  |
| 4    | Volodymyr Pulnikov   | Carrera     | a 2'03"  |
| 5    | Andrej Čmil          | Lotto-Caloi | a 2'09"  |
| 6    | Gianluca Bortolami   | Mapei-CLAS  | s.t.     |
| 7    | Pello Ruiz Cabestany | Euskadi     | s.t.     |
| 8    | José Uriarte         | Banesto     | s.t.     |
| 9    | Ángel Edo            | Kelme       | s.t.     |
| 10   | Gianni Bugno         | Polti       | s.t.     |